# لیسوو
لیسوو (به چکی: Lisov) یک منطقهٔ مسکونی در جمهوری چک است که در Plzeň-South District واقع شده‌است. لیسوو ۳٫۹ کیلومتر مربع مساحت و ۱۱۲ نفر جمعیت دارد و ۳۸۶ متر بالاتر از سطح دریا واقع شده‌است.